# Форд Зетек
Форд Зетек (Ford Zetec) е двигател на Ford Motor Company, разработен с помощта на Mazda и Yamaha, и с обем от 1,00 до 2,4 литра. Името Zetec идва от името на групата разработчици - Zeta-Technology. В самото начало двигателят, монтиран във Форд Ескорт, е носел името Zeta, но по юридически причини е преименуван на Zetec.
Двигателят се среща в следните варианти:
- Zetec (сив капак на клапаните; DOHC 16V) / Zeta / DOHC / 1.6, 1.8, 2.0
- Zetec-E (сив капак на клапаните; ZETEC 16V) / Zeta / DOHC / 1.6, 1.8, 2.0
- Zetec-S (сив капак на клапаните) / Zeta / DOHC / 1.4, 1.6, 1.8, 2.0
- Zetec-SE (черен капак на клапаните) / Zeta / DOHC / 1.25, 1.4, 1.6, 1.7
- Zetec-R (черен капак на клапаните) / Zeta / DOHC / 1.6, 1.8, 2.0
- Zetec TDCi (черен капак на клапаните) / Sigma / Diesel / 1.4, 1.6, 1.8, 2.0, 2.2, 2.4 / (от 2000, по-късно преименуван Duratorq)
- Zetec-RoCam (черен капак на клапаните) / Sigma / SOHC / 1.0, 1.3, 1.6 (от 2002 г. преименуван Duratec)

Тези четиритактови двигатели, за първи път са монтирани през 1992 г. във Ford Escort и Mondeo.